# 浙州
浙州是唐代瀘州都督府所屬的一個羈縻州，儀鳳二年（677年）開山洞置，領四縣：浙源縣、越賓縣、洛川縣、鱗山縣。其轄地在今四川省瀘州市，貴州省一帶地方，是唐代招撫當地土著所設置的州縣，一般由其頭人任州官。宋代仍有設置。